# Ixora yunckeri
Ixora yunckeri là một loài thực vật có hoa trong họ Thiến thảo. Loài này được A.C.Sm. mô tả khoa học đầu tiên năm 1959.